# Hypoxylon peleae
Hypoxylon peleae är en svampart som beskrevs av J.D. Rogers & Y.M. Ju 2007. Hypoxylon peleae ingår i släktet Hypoxylon och familjen kolkärnsvampar.   Inga underarter finns listade i Catalogue of Life.